# Parydra parasocia
Parydra parasocia är en tvåvingeart som beskrevs av Clausen och Cook 1971. Parydra parasocia ingår i släktet Parydra och familjen vattenflugor. Inga underarter finns listade i Catalogue of Life.